# Treverbyn
Treverbyn est une paroisse civile et un village des Cornouailles, en Angleterre.
La paroisse civile inclut les villages de Treverbyn, Carclaze, Stenalees, Penwithick, Bugle (plus grand village de la paroisse), Rescorla, Kerrow Moor, Carthew, Ruddlemoor, Bowling Green, Resugga Green, Scredda et des parties de Trethurgy.